# Český inspektorát lázní a zřídel
Český inspektorát lázní a zřídel (zkratka ČIL) je český úřad.

## Definice
Ministerstvo zdravotnictví je ústředním úřadem státní správy pro vyhledávání, ochranu, využívání a další rozvoj přírodních léčivých zdrojů, přírodních léčebných lázní a lázeňských míst a pro výkon dozoru. Pro tuto činnost má v souladu s kompetenčním zákonem (zákon č. 2/1969 Sb. o zřízení ministerstev a jiných ústředních orgánů státní správy České republiky) zřízen Český inspektorát lázní a zřídel.
Kompetence a povinnosti stanovuje Českému inspektorátu lázní a zřídel lázeňský zákon č. 164/2001 Sb.

## Historie
Potřeba chránit přírodní léčivé zdroje, zdroje přírodní minerální vody, přírodní léčebné lázně a lázeňská místa nevznikla až v „moderní době“, ale je součástí naší historie již od poloviny 19. století. Již v roce 1859 byl vyhlášen ochranný okrsek lázní Karlovy Vary. V té době se ochrana přírodních léčebných lázní řídila ustanoveními tehdejšího živnostenského zákona a v případě ohrožení zájmu lázní – v historickém pohledu především důlním podnikáním a důlními podnikateli – byl výkon státní správy při ochraně přírodních léčebných zdrojů instituován u orgánů báňské státní správy.
Dalším vývojovým stupněm v ochraně přírodních léčebných zdrojů je stanovení ochranných opatření a ochranných území pro přírodní léčebné zdroje lázeňských míst na základě vládního nařízení č. 223 z roku 1939. Výkon státní správy je instituován u zemských úřadů, kde je společný s agendou vodoprávní. V uvedeném vládním nařízení je dále „instituován“ jako účastník řízení „Inspektorát pro přírodní léčebné lázně a pro přírodní léčivé zdroje“, zřízený při ministerstvu zdravotnictví.
Nutno uvést, že inspektorát jako instituce nebyl orgánem novým. Byl ustanoven s působností pro Království české již v roce 1908 kvůli ohrožení vřídla v Karlových Varech. Po roce 1918 byla jeho působnost rozšířena na celé území ČR. Český inspektorát lázní a zřídel tedy v roce 2018 slaví již 110 let své působnosti.